# Balanchine (cràter)
Balanchine és un cràter d'impacte de 38 km de diàmetre de Mercuri. Porta el nom del ballarí i coreògraf estatunidenc d'origen rus George Balanchine (1904-1983), i el seu nom va ser aprovat per la Unió Astronòmica Internacional el 2012.
Conté raigs de color blau que irradien des del centre del cràter. Aquests raigs van inspirar el nom del cràter causa de la seva similitud amb el tutú de la Serenade de George Balanchine.